# Astragalus versipilus
Astragalus versipilus är en ärtväxtart som beskrevs av Karl Heinz Rechinger och Mogens Engell Köie. Astragalus versipilus ingår i släktet vedlar, och familjen ärtväxter. Inga underarter finns listade i Catalogue of Life.